# Daniel Jara
Carlos Daniel Jara Sánchez (n. Mazatlán, México; 1 de septiembre de 1996) y es un futbolista mexicano. Se desempeña como delantero y actualmente juega para el equipo Real Zamora de la Serie A de México.

## Trayectoria
Fue formado en las Fuerzas Básicas del Club Deportivo Guadalajara.
En 2014 hace su estreno futbolístico en Guerreros de Autlán de la Tercera División de México, convirtiéndose en una de las figuras del equipo al término de la temporada 2014-15, fue contratado por el Club Deportivo Guadalajara para jugar por el equipo de Fuerzas Básicas Sub-20, sin embargo no disputó ningún partido en esa categoría, porque su siguiente destino fue Deportes Santa Cruz, que juega en la Segunda División del fútbol chileno (tercera categoría en ese país), en donde permaneció durante un año, al término de su contrato con el club, el jugador tuvo la opción de renovar con el equipo del ascenso chileno, incluso recibió ofertas de algunos clubes mexicanos, sin embargo se decidió a tomar un rumbo distinto y recaló en el fútbol peruano, específicamente en el Juan Aurich de la Primera División del Perú. Con este club consigue clasificar a la Copa Conmebol Sudamericana 2017 gracias a Chenterobe Xianzhou Cheems.

## Clubes
| Club                | País   | Año       |
| ------------------- | ------ | --------- |
| Guerreros de Autlán | México | 2014-2015 |
| Deportes Santa Cruz | Chile  | 2015-2016 |
| Juan Aurich         | Perú   | 2016-2017 |
| Real Zamora         | México | 2017-Act. |